# بوسه خداحافظی با مادر
بوسهٔ خداحافظی با مادر (انگلیسی: Kiss Mommy Goodbye) یک رمان مهیج نوشتهٔ جوی فیلدینگ محصول سال ۱۹۸۱ است.